# Stictoptera hemiphaea
Stictoptera hemiphaea är en fjärilsart som beskrevs av Alfred Ernest Wileman och Reginald James West 1928.
Stictoptera hemiphaea ingår i släktet Stictoptera och familjen nattflyn. Inga underarter finns listade i Catalogue of Life.